# Caino (album)
Caino è il terzo album del gruppo rock genovese de La Rosa Tatuata.

## Tracce
1. Lascia che sia la notte – 4:39
2. Tra occhi e cuore – 3:17
3. Signore dei falliti – 4:54
4. Passa o diào – 3:37
5. Pasqua '44 – 2:23
6. Cambiamenti – 4:12
7. Si fa quel che si può – 4:11
8. Nelle maniche di un baro – 3:25
9. Triora – 3:17
10. Sotto il segno di Caino – 3:50
11. Vento di sale – 5:25

## Premi
Il disco ha ricevuto numerosi riconoscimenti:
- "Premio MEI 2006": miglior album autoprodotto nazionale
- "Premio Ciampi 2006 città di Livorno"
- "Targa d'argento S.I.A.E."
- "Premio Nazionale Augusto Daolio 2006 città di Sulmona": miglior testo (Signore dei falliti)